# ثاوفيلوس
القديس مار ثاوفيلوس (السريانية: ܬܐܘܦܝܠܘܣ) هو الاسقف أو البطريرك السابع من قائمة البطاركة السريان في أنطاكية بين عامي 169 و181.

## نبذة عن حياته
1ـ ولادته ونشأته:
ولد ثاوفيلوس وثنياً في إحدى مدن ما بين النهرين، كما يستدل من كتابه الدفاعي الموجه إلى اورتوليكس. ودرس العلوم اليونانية، والتاريخ، وشعر هوميروس وأسيود، ومناقشات أفلاطون، وتعمق في دراسة الفلسفة، وألم باللغة العبرية.
2ـ تنصره:
لم تجدِ العلوم الفلسفية ثاوفيلوس نفعاً، فقد كان معذب الضمير، مضطرب النفس غير مقتنع بعبادة الأوثان، وكان متعطشاً إلى معرفة الإله الحقيقي، وأدرك سر حقيقة الحياة بعد الموت. ويذكر في كتابه الدفاعي الموجه إلى أوتوليكس، أنه لما درس أسفار أنبياء النظام القديم في الكتاب المقدس، انكشفت أمام ناظريه الحقائق الإلهية فاستنارت عين بصيرته بنور إلهي عجيب، وتبين له قبل وقوعها بمدة طويلة، ووقعت في الموعد الذي حدده لها الوحي الإلهي وخاصة ما تنبأ به أولئك الأنبياء عن السيد المسيح، فآمن ثاوفيلوس بصدف الوحي الإلهي وبحقيقة قيامة الأموات ووجد في الدين المسيحي ضالته المنشودة فتنصر وامتلأ من الروح القدس والحكمة.
3ـ جلوسه على الكرسي الأنطاكي:
ولما فرغ الكرسي الرسولي الأنطاكي، وبانتقال أسقفه أودوس إلى الخدور العلوية سنة 169 انتخب مار ثاوفيلوس أسقفاً عليه.
4ـ الحملات الفكرية ضد المسيحية:
فقد واجهت المسيحية في فجرها، وخاصة ابتداء من أوائل القرن الثاني لميلاد وحتى نهاية القرن الثالث خطران الأول خارجي متمثلاً بالعداء العنيف الذي أثاره ضدها اليهود الحاذقون على الرب يسوع وأتباعه، فكانوا يفترون على الكنيسة، وكما وجه ضدها كتاب الوثنية الحاذقون في فن الجدل سهام انتقاداتهم الحادة، مهاجمين العقائد المسيحية السمحة، بشخص السيد المسيح وعجائبه وموته وقيامته، وكانوا يرمون المسيحية بأشنع التهم كالإلحاد (لرفضهم السجود للأصنام)، والدعارة (من التفسير الشهواني لكلمة المحبة وقبلة السلام)، وأكل لحوم البشر (لسوء فهم عقيدة القربان المقدس).
وكان الشخص البارز بين من أثار هذه الحملات الفكرية التهجمية ضد المسيحية في القرن الثاني للميلاد هو الفيلسوف اليوناني كلسوس وبالقيام بهذه الحملة الفكرية تمكن اليهود والوثنيون من إثارة عامة الشعب ضد أتباع السيد المسيح ليبرروا أعمال التنكيل والتعذيب بهم.
5ـ الدفاع عن المسيحية:
أما رد الفعل الذي بدأ من المسيحيين فهو أنهم لم يقدموا على القيام بدفاع عسكري، لأنهم لا يؤمنون بالعنف، وقد أمروا بمحبة الأعداء، ولكنهم لم يتنازلوا للدولة الوثنية عن مبادئهم الدينية، لذلك أقاموا حججهم الدامغة على صحة الدين المسيحي وسمو تعاليمه. وممن برز في هذا المضمار اريستيد فيلسوف أثينا والقديس يوستينوس الشهيد.
6ـ الهرطقات:
أما الخطر الداخلي عصرئذ فهو ظهور الهرطقات الخبيثة التي حاول أعداء المسيحية دسها بعقائدها القويمة لبلبلة الأفكار السليمة وتشويشها وزرع الشكوك في صحة ما تسلمته الكنيسة من الرسل الأطهار من تعاليم إلهية صحيحة وتقاليد شريفة.
كان لدفاع آباء الكنيسة ومعلميها عن الحق المسيحي ثمار طيبة فقد نالت المسيحية بذلك احترام الأوساط العلمية والفلسفية التي كانت تهتم بالنواحي الفكرية كما جذبت انتباه العيد من المفكرين فدرسوا العقائد المسيحية الأمر الذي مهد أمامهم الطريق للتعرف على المسيح المخلص وكان خير وسيلة لاقتناعهم بسموا الدين المسيحي فتنصروا كما دفع آباء الكنيسة إلى تحديد العقائد المسيحية والدفاع عن صحتها.
7ـ مار ثاوفيلوس يدافع عن المسيحية:
قال أوسابيوس القيصري: «وقد ناضل ثاوفيلوس مع غيره، وهذا ما يتضح من بحث جليل الشأن كتبه ضد مرقيون وقد حفظ إلى اليوم هذا المؤلف أيضاً مع باقي المؤلفات».
لقد كان مار ثاوفيلوس أديباً بليغاً وكاتباً، دحض ببراهين قاطعة افتراءات اليهودية وترجمات الوثنية مستنكراً الاضطهادات ضد المسيحيين معلناً براءتهم مما ألصق بهم من تهم باطلة، كما فند بكتاباته آراء الهراطقة ونبذ تعاليمهم الفاسدة، نبذ النواة. وكتب في تفسير الأناجيل الأربعة في كتاب واحد وأنه أول من صرح بأن كتاب الإنجيل الرابع هويوحنا الرسول، وقد فند ادعاءات أوتوليكس صديقه الوثني ضد المسيحية من خلال الرسائل التي تحدث فيها عن طبيعة الله والإيمان، وسمو التعاليم المسيحية وعجز الخرافات الوثنية، وربط المسيحية بنيوات العهد القديم. ومما قاله: «إن اسم المسيح يدل على الممسوح وهو اسم شريف يبعث في القلب سروراً، وجدير بغاية الوقار، فإذاً لهذا السبب نحن ندعى مسيحيين لأننا نمسح بزيت مقدس».
8ـ لفظة التثليث:
ومما هو جدير بالذكر أن بعض اللاهوتيين يعتقدون بأن مار ثاوفيلوس هو أول من استعمل لفظة التثليث في الثالوث الأقدس والجوهر الواحد، علماً بأن المكاشفة بالثالوث الأقدس جاءت في الإنجيل المقدس وسائر أسفار العهد الجديد.
9ـ انتقاله إلى جوار ربه:
بعد ما خدم مار ثاوفيلوس الكرسي الأنطاكي نحو ثلاث عشر سنة، انتقل إلى الخدور العلوية بين سنة 181 و185
وعيدت له الكنيسة الشرقية في 22 تموز والكنيسة الغربية في 18 تشرين الأول.